# REL
REL‏ (REL proto-oncogene, NF-kB subunit) هوَ بروتين يُشَفر بواسطة جين REL في الإنسان.